# Eulepidotis detracta
Eulepidotis detracta là một loài bướm đêm trong họ Erebidae.